# Kardynałowie z nominacji Benedykta XV
Kardynałowie z nominacji Benedykta XV. Na pięciu konsystorzach Benedykt XV kreował kardynałami 32 duchownych katolickich. Wśród nich znalazł się m.in. jego następca, Pius XI (Achille Ratti), a także dwaj Polacy, Aleksander Kakowski i Edmund Dalbor.

## Konsystorz z6 grudnia1915
1. Giulio Tonti, tytularny arcybiskup Ancyry, nuncjusz w Portugalii – kardynał prezbiter Ss. Silvestro e Martino (tytuł nadany 9 grudnia 1915), zm. 11 grudnia 1918
2. Alfonso Maria Mistrangelo SchP, arcybiskup Florencji – kardynał prezbiter S. Maria degli Angeli (tytuł nadany 9 grudnia 1915), zm. 7 listopada 1930
3. Giovanni Cagliero SDB, tytularny arcybiskup Sebaste in Armenia Prima, delegat apostolski w Centralnej Ameryce – kardynał prezbiter S. Bernardo alle Terme (tytuł nadany 9 grudnia 1915), następnie kardynał biskup Frascati (16 grudnia 1920), zm. 28 lutego 1926
4. Andreas Frühwirth OP, tytularny arcybiskup Heraklei, nuncjusz w Bawarii – kardynał prezbiter Ss. Cosma e Damiano (tytuł nadany 9 grudnia 1915), następnie kardynał prezbiter S. Lorenzo in Damaso (19 grudnia 1927), zm. 9 lutego 1933
5. Raffaele Scapinelli di Léguigno, tytularny arcybiskup Laodycei, nuncjusz w Austro-Węgrzech – kardynał prezbiter S. Girolami degli Schiavoni (tytuł nadany 7 grudnia 1916), zm. 16 września 1933
6. Giorgio Gusmini, arcybiskup Bolonii – kardynał prezbiter S. Susanna (tytuł nadany 9 grudnia 1915), zm. 24 sierpnia 1921

## Konsystorz z4 grudnia1916

### Nominacje jawne
Kościoły tytularne zostały nadane 7 grudnia 1916:
1. Pietro La Fontaine, patriarcha Wenecji – kardynał prezbiter Ss. Nereo ed Achilleo, następnie kardynał prezbiter Ss. XII Apostoli (7 marca 1921), zm. 9 lipca 1935
2. Vittorio Amedeo Ranuzzi de’ Bianchi, tytularny arcybiskup Tyru  – kardynał prezbiter S. Prisca, zm. 16 lutego 1927
3. Donato Raffaele Sbarretti, tytularny arcybiskup Efezu, asesor Świętego Oficjum – kardynał prezbiter S. Silvestro in Capite, następnie kardynał biskup Sabina e Poggio Mirteto (17 grudnia 1928), zm. 1 kwietnia 1939
4. Auguste-René Dubourg, arcybiskup Rennes – kardynał prezbiter S. Balbina, zm. 22 września 1921
5. Louis-Ernest Dubois, arcybiskup Rouen – kardynał prezbiter S. Maria in Aquiro, zm. 23 września 1929
6. Tommaso Pio Boggiani OP, tytularny arcybiskup Edessy, asesor Kongregacji Konsystorialnej, sekretarz Kolegium Kardynałów – kardynał prezbiter Ss. Quirico e Giulitta, następnie kardynał biskup Porto e S. Rufina (15 lipca 1929), zm. 26 lutego 1942
7. Alessio Ascalesi CPPS, arcybiskup Benewentu – kardynał prezbiter S. Callisto, zm. 11 maja 1952
8. Louis-Joseph Maurin, arcybiskup Lyonu – kardynał prezbiter SS. Trinita al Monte Pincio, zm. 16 listopada 1936
9. Niccolò Marini, sekretarz Sygnatury Apostolskiej – kardynał diakon S. Maria in Domnica, zm. 27 lipca 1923
10. Oreste Giorgi, sekretarz Kongregacji Soboru Trydenckiego – kardynał diakon S. Maria in Cosmedin, następnie kardynał prezbiter S. Maria in Cosmedin (25 maja 1923), zm. 30 grudnia 1924

### Nominacjain pectore, opublikowana 15 grudnia 1919
1. Adolf Bertram, biskup Wrocławia - kardynał prezbiter S. Agnese fuori le mura (tytuł nadany 18 grudnia 1919), zm. 6 lipca 1945

## Konsystorz z15 grudnia1919
1. Filippo Camassei, łaciński patriarcha Jerozolimy – kardynał prezbiter S. Maria in Aracoeli (tytuł nadany 18 grudnia 1919), zm. 18 stycznia 1921
2. Augusto Silj, wicekamerling, tytularny arcybiskup Cezarei Pontyjskiej – kardynał prezbiter S. Cecilia (tytuł nadany 18 grudnia 1919), zm. 27 lutego 1926
3. Juan Soldevilla y Romero, arcybiskup Saragossy – kardynał prezbiter S. Maria del Popolo (tytuł nadany 22 kwietnia 1920), zm. 4 czerwca 1923
4. Teodoro Valfré di Bonzo, tytularny arcybiskup Trapezuntu, nuncjusz w Austrii – kardynał prezbiter S. Maria sopra Minerva, zm. 25 czerwca 1922
5. Aleksander Kakowski, arcybiskup Warszawy – kardynał prezbiter S. Agostino, zm. 30 grudnia 1938
6. Edmund Dalbor, arcybiskup Gniezna i Poznania – kardynał prezbiter S. Giovanni a Porta Latina, zm. 13 lutego 1926

## Konsystorz z7 marca1921
1. Francesco Ragonesi, tytularny arcybiskup Miry, nuncjusz w Hiszpanii – kardynał prezbiter S. Marcello (tytuł nadany 16 czerwca 1921), zm. 14 września 1931
2. Michael von Faulhaber, arcybiskup Monachium-Fryzyngi – kardynał prezbiter S. Anastasia (tytuł nadany 10 marca 1921), zm. 12 czerwca 1952 jako ostatni kardynał z nominacji Benedykta XV
3. Denis Joseph Dougherty, arcybiskup Filadelfii – kardynał prezbiter Ss. Nereo ed Achilleo (tytuł nadany 10 marca 1921), zm. 31 maja 1951
4. Juan Bautista Benlloch y Vivó, arcybiskup Burgos – kardynał prezbiter S. Maria in Aracoeli (tytuł nadany 16 czerwca 1921), zm. 14 lutego 1926
5. Francisco de Asís Vidal y Barraquer, arcybiskup Tarragony – kardynał prezbiter S. Sabina, zm. 13 września 1943
6. Karl Joseph Schulte, arcybiskup Kolonii – kardynał prezbiter Ss. IV Coronati (tytuł nadany 10 marca 1921), zm. 11 marca 1941

## Konsystorz z13 czerwca1921
Kościoły tytularne nadano 16 czerwca 1921:
1. Giovanni Tacci, tytularny arcybiskup Nicei, prefekt Świętego Pałacu – kardynał prezbiter S. Maria in Trastevere, zm. 30 czerwca 1928
2. Achille Ratti, tytularny arcybiskup Adany, nuncjusz w Polsce – kardynał prezbiter Ss. Silvestro e Martino, od 6 lutego 1922 Pius XI, zm. 10 lutego 1939
3. Camillo Laurenti, sekretarz Kongregacji Propaganda Fide – kardynał diakon S. Maria della Scala, następnie kardynał prezbiter S. Maria della Scala (16 grudnia 1935), zm. 6 września 1938